# Hans Peters (Rechtswissenschaftler, 1896)
Hans Carl Maria Alfons Peters (* 5. September 1896 in Berlin; † 15. Januar 1966 in Köln) war ein deutscher Staats- und Verwaltungsrechtler sowie Politiker (Zentrum, CDU). Er lehrte als Professor an den Universitäten Berlin (1928–1949) und Köln (1949–1966), an letzterer war er 1964/65 Rektor.
Nach einer Beamtenkarriere im preußischen Kultusministerium war er 1933 kurzzeitig Abgeordneter im Preußischen Landtag. Peters leistete Widerstand gegen den Nationalsozialismus und gehörte dem Kreisauer Kreis an. Von 1946 bis 1948 war er Ko-Vorsitzender der CDU-Fraktion in der Stadtverordnetenversammlung von Groß-Berlin, später Ratsherr in Köln. Als Wissenschaftsorganisator leitete er 1940–41 und 1949–1966 die Görres-Gesellschaft.

## Herkunft, Ausbildung und Karriere bis 1932
Hans Peters entstammte einer katholischen Familie aus Westfalen und wuchs in einem bildungsbürgerlichen Milieu in Berlin, Koblenz und Münster auf. Sein Vater Franz Peters (1867–1938) war ebenfalls Verwaltungsjurist und Beamter in der Schulverwaltung, Direktor bzw. Vizepräsident des Provinzialschulkollegiums Münster und dort auch stellvertretender Universitätskurator. Die Mutter Clara stammte aus Breslau und war Tochter eines Apothekers. Sein Großvater Johann Caspar Peters war Gymnasialdirektor und Abgeordneter der Zentrumspartei im preußischen Landtag. Sein jüngerer Bruder Karl Peters wurde ebenfalls als Jurist bekannt, allerdings auf dem Gebiet des Strafrechts und der Kriminologie. Seine Schwester Maria heiratete einen weiteren Juristen, den Arbeitsrechtler Erich Molitor.
Nach dem Abitur am Münsteraner Gymnasium Paulinum (1914) nahm Peters zunächst ein Studium der Mathematik und Physik auf. 1915 meldete er sich als Freiwilliger im Ersten Weltkrieg. Nach dem Krieg wechselte er zur Rechts- und Staatswissenschaft, studierte in Münster, Wien und Berlin. Die erste juristische Staatsprüfung bestand er 1920 mit Auszeichnung. Mit einer magna cum laude bewerteten Arbeit über Verwaltungswidrigkeit und Polizeiwidrigkeit und ihre Beziehungen zur Rechtswidrigkeit wurde er 1921 bei Ernst Rosenfeld in Münster zum Doktor der Rechte promoviert. Die Große Juristische Staatsprüfung legte er 1923 wiederum mit der nur äußerst selten vergebenen Bestnote ab. Im selben Jahr heiratete Peters Margarete Biagini, Tochter eines Baumeisters aus Hannover, das Paar blieb kinderlos.
Als „Hilfsarbeiter“ war er von 1923 bis 1925 in der Kommunalabteilung des preußischen Innenministeriums tätig, zugleich hatte er eine wissenschaftliche Assistentenstelle an der Berliner Friedrich-Wilhelms-Universität. Mit einer Schrift über das Verhältnis der Gemeinden zu Staat und Reich („Grenzen der kommunalen Selbstverwaltung in Preußen“) habilitierte sich Peters 1925 bei Hans Helfritz an der Friedrich-Wilhelms-Universität Breslau. Dort lehrte er anschließend als Privatdozent für Staats- und Verwaltungsrecht und arbeitete gleichzeitig als Dezernent beim Regierungspräsidium in Breslau. Kurzzeitig verwaltete er kommissarisch das Landratsamt des Kreises Westprignitz. Ab der 23. Auflage (1926) gab Peters das von Robert Hue de Grais begründete Standardwerk des preußisch-deutschen Verwaltungsrechts (Handbuch der Verfassung und Verwaltung in Preußen und dem Deutschen Reiche) heraus.
Nach Veröffentlichung seiner Schrift Zentralisation und Dezentralisation erhielt er 1928 einen Ruf als beamteter außerordentlicher Professor für Staats- und Verwaltungsrecht an die Berliner Universität. Daneben arbeitete Peters weiter in der preußischen Verwaltung, von 1928 bis 1933 als Referatsleiter im Ministerium für Wissenschaft, Kunst und Volksbildung (unter den Ministern Carl Heinrich Becker und Adolf Grimme), wo er unter anderem Generalreferent für die Universitäten war und mit Werner Richter an Plänen zur Hochschulreform arbeitete. Zudem lehrte er als Studienleiter an der Verwaltungsakademie Berlin. Den Ruf auf eine ordentliche Professur an der Universität Kiel lehnte er ab, um weiter in Berlin im Kultusministerium arbeiten zu können.

## Politisches Engagement und Widerstand gegen den NS
Peters war seit 1923 Mitglied der Zentrumspartei, die an der preußischen Staatsregierung unter Otto Braun (SPD) beteiligt war. Nach deren Entmachtung durch den „Preußenschlag“ 1932 vertrat er die Zentrumsfraktion des preußischen Landtags im Verfahren Preußen contra Reich vor dem Staatsgerichtshof. Nach der Machtübernahme der Nationalsozialisten wurde er bei der letzten preußischen Landtagswahl im März 1933 zum Abgeordneten gewählt und blieb dies bis zur Auflösung des Landtages im Oktober desselben Jahres.
Von 1932 bis 1949 lehrte er als Honorarprofessor an der Technischen Hochschule Berlin. Ein Ordinariat an der von Carl Schmitt geprägten Berliner Juristenfakultät blieb ihm hingegen versagt, weil er als „politisch unzuverlässig“ galt. Peters wurde 1933 Mitglied der Görres-Gesellschaft zur Pflege der Wissenschaft im katholischen Deutschland. 1940 übernahm er als Nachfolger Heinrich Finkes deren Vorsitz, im Jahr darauf wurde die Görres-Gesellschaft von der Gestapo verboten. Zu Beginn des Zweiten Weltkriegs wurde er 1939 als Hauptmann der Reserve zur Luftwaffe eingezogen und diente zunächst als Batteriechef. Wiederum wegen „politischer Unzuverlässigkeit“ wurde er 1940 in den Luftwaffenführungsstab nach Berlin versetzt, wo er bis zum Kriegsende tätig war.
Aus seiner tiefen Ablehnung des Nationalsozialismus heraus unterstützte er die Berliner Widerstandsgruppen um Ernst von Harnack und Ruth Friedrich („Onkel Emil“), die verfolgten Juden und politischen Flüchtlingen half. Ab 1940 gehörte dem Kreisauer Kreis um Helmuth James Graf von Moltke (der bei Peters in Berlin studiert hatte) und Peter Graf Yorck von Wartenburg an, in dem er als Fachmann für Kultur- und Hochschulfragen wirkte. Peters stellte auch den Kontakt zwischen Moltke und dem katholischen Bischof von Berlin Konrad Graf von Preysing her. Im Unterschied zu vielen seiner Mitstreiter wurde Peters’ Widerstandsarbeit nicht entdeckt und er überlebte. Bei Kriegsende geriet er in britische Kriegsgefangenschaft.

## Wissenschaftliche Karriere und Politik in der Nachkriegszeit
Peters war nach Kriegsende 1945 in Hamburg Mitbegründer der CDU, für die er im Februar 1946 die Nürnberger Prozesse beobachtete. 1946 wurde er ordentlicher Professor an der Berliner Universität (ab 1949 Humboldt-Universität zu Berlin) und dort 1947/48 Dekan der Juristischen Fakultät. Die Gründung der Freien Universität Berlin im Westteil der Stadt 1948 lehnte er ab, weil diese in seinen Augen die Spaltung der Stadt und des Landes zementierte, gegen die er sich wehrte. Zudem war er ein entschiedener Gegner der Wiedereinsetzung nationalsozialistischer Staatsrechtler in ihre Lehrpositionen. Von 1946 bis 1948 gehörte Peters der damals noch alle vier Sektoren Groß-Berlins vertretenden Stadtverordnetenversammlung an. Dort war er zusammen mit Kurt Landsberg Vorsitzender der CDU-Fraktion, der u. a. Joachim Tiburtius, Hilde Körber und Ferdinand Friedensburg angehörten. Als Mitglied des Verfassungsausschusses war er einer der „Väter“ der Verfassung von Berlin, die – nach dem Zerbrechen der Gesamtberliner Kommunalverwaltung – 1950 nur in West-Berlin in Kraft trat.
Als die Teilung Berlins und Deutschlands vollständig wurde, wechselte Peters im Oktober 1949 als Ordinarius für Staats- und Verwaltungsrecht an die Universität zu Köln, wo er bis zu seinem Tod 1966 lehrte. Dort leitete er das Institut für Verwaltungswissenschaften, amtierte in den akademischen Jahren 1950/51 und 1956/57 als Dekan der juristischen Fakultät sowie 1964/65 als Rektor. Peters entwarf die Kölner Universitätsverfassung von 1963. Daneben leitete er auch Fortbildungen für Beamte an den Verwaltungsakademien in Berlin, Aachen und Düsseldorf. Die CDU/CSU-Bundestagsfraktion bemühte sich 1951, Peters für eine Kandidatur als Richter des Bundesverfassungsgerichts zu gewinnen, was dieser aber ablehnte, weil er in dieser Institution ein gouvernement des juges (Richterherrschaft) befürchtete.
Peters war Wiederbegründer der Görres-Gesellschaft nach dem Krieg und von 1949 bis zu seinem Lebensende erneut deren Vorsitzender (Nachfolger Paul Mikat). Von 1952 bis 1961 gehörte er dem Rat der Stadt Köln an, wo er als kulturpolitischer Sprecher der CDU hervortrat. Er wirkte im Sachverständigenausschusses der Bundesregierung für die Neugliederung des Bundesgebietes (1955) sowie in der vom Bundesinnenministerium eingesetzten Wahlrechtskommission (1955) und Parteienrechtskommission (1958) mit. Peters war Mitglied im Zentralkomitee der deutschen Katholiken, 1958–59 Vorsitzender der Vereinigung der Deutschen Staatsrechtslehrer und gehörte zum Gründungsausschuss der Ruhr-Universität Bochum. Am 17. Juni 1963 hielt er im Bundestag in Bonn die Gedenkrede zum 10. Jahrestag des Volksaufstandes in der DDR.
In seiner Lehre wie in seinen Veröffentlichungen bemühte sich Peters, eine enge Verbindung zwischen Rechtswissenschaft und Verwaltungspraxis herzustellen. Im 1949 erschienenen Lehrbuch der Verwaltung überschritt er die üblichen Grenzen des Verwaltungsrechts und beleuchtete auch die soziologischen, psychologischen und ökonomischen Aspekte der Verwaltung. Damit begründete Peters die interdisziplinäre Methode der Verwaltungswissenschaft. Er war Herausgeber des 1956–1959 in drei Bänden veröffentlichten Handbuchs der kommunalen Wissenschaft und Praxis, das später von Günter Püttner fortgeführt wurde.

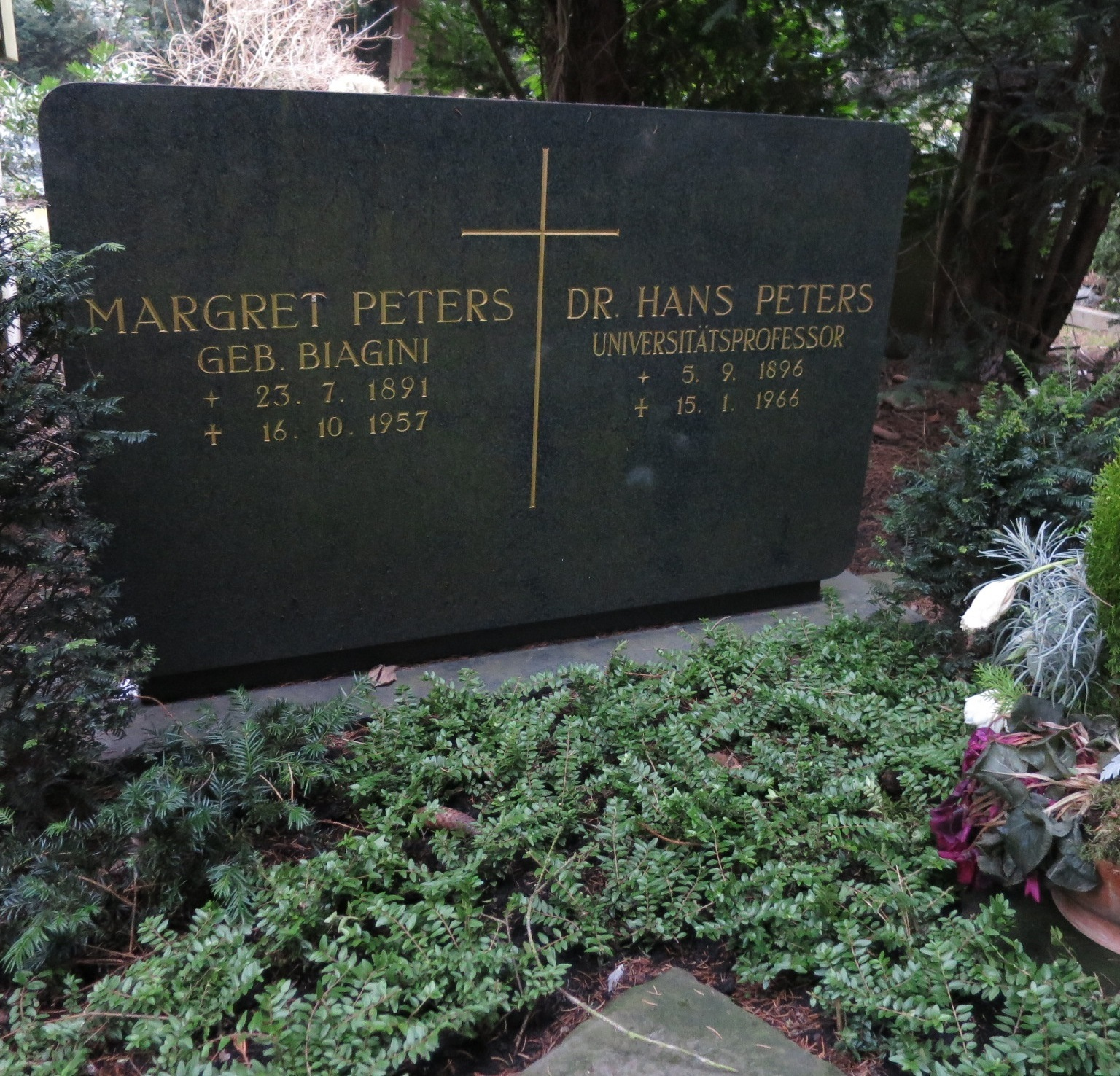
Grab auf dem Kölner Südfriedhof

Peters’ Grabstätte befindet sich auf dem Kölner Südfriedhof (Flur 43). Sein Nachlass wird vom Bundesarchiv Koblenz aufbewahrt.

## Ehrungen
1952 wurde Peters von Kardinal-Großmeister Nicola Kardinal Canali zum Ritter des Ritterordens vom Heiligen Grab zu Jerusalem ernannt und am 1. Mai 1952 durch Lorenz Jaeger, Großprior der deutschen Statthalterei, investiert. Er wurde 1953 Ehrenmitglied der katholischen Studentenverbindung A.V. Rheinstein Köln im CV. Die Katholische Universität Löwen in Belgien verlieh ihm 1962 die Ehrendoktorwürde. 1966 erhielt er das Große Verdienstkreuz mit Stern der Bundesrepublik Deutschland.
1986 wurde die Petersallee in Berlin-Wedding, die zuvor Carl Peters gewidmet war, im Zuge einer Umwidmung nach ihm benannt. 2021 wurde nach ihm ein Platz in der Berliner Europacity im Ortsteil Moabit benannt.

## Schriften (Auswahl)
- Grenzen der kommunalen Selbstverwaltung in Preußen. Ein Beitrag zur Lehre vom Verhältnis der Gemeinden zu Staat und Reich. Julius Springer, Berlin 1926.
- Zentralisation und Dezentralisation. Zugleich ein Beitrag zur Kommunalpolitik im Rahmen der Staats- und Verwaltungslehre. Julius Springer, Berlin 1928.
- Zwischen gestern und morgen. Betrachtungen zur heutigen Kulturlage. Springer, Berlin 1946.
- Deutscher Föderalismus. (= Zeit- & Streitfragen. H. 4). Bachem, Köln 1947.
- Lehrbuch der Verwaltung. Springer, Berlin/Heidelberg 1949.
- Die Zuständigkeit des Bundes im Rundfunkwesen. Springer, Berlin/Heidelberg 1954.
- Die Gegenwartslage des Staatskirchenrechts. In: Verhandlungen der Tagung der Deutschen Staatsrechtslehrer zu Marburg am 16. und 17. Oktober 1952. De Gruyter, Berlin 1954.
- als Herausgeber: Handbuch der kommunalen Wissenschaft und Praxis. 3 Bände. Springer, Berlin/Heidelberg 1956–1959.
- Das Recht auf freie Entfaltung der Persönlichkeit in der höchstrichterlichen Rechtsprechung. Westdeutscher Verlag, Köln/Opladen 1963.
- Die Verwaltung als eigenständige Staatsgewalt. Rektoratsrede Scherpe, Krefeld 1965.